# La Ravoire
La Ravoire è un comune francese di 8 646 abitanti situato nel dipartimento della Savoia della regione dell'Alvernia-Rodano-Alpi. Il comune è circondato dalle montagne; nell'agglomerazione di Chambéry,  La Ravoire è il terzo comune per numero di abitanti.

## Storia
Da La Ravoire, in epoca romana, passava la via delle Gallie, strada romana consolare, fatta costruire da Augusto per collegare la Pianura Padana con la Gallia.

## Società

### Evoluzione demografica
Abitanti censiti

## Amministrazione

### Gemellaggi
- Vado Ligure (2002)
- Teningen (1984)